# Damir Stojić
Don Damir Stojić 	(Toronto, 25. travnja 1973.) hrvatski je katolički svećenik, salezijanac.

## Životopis

### Mladost i obrazovanje
Rodio se 25. travnja 1973. u Torontu u Kanadi kao najmlađi od tri sina u obitelji hrvatskih iseljenika. Roditelji su mu došli u Kanadu iz Hercegovine. Završio je osnovnu i srednju salezijansku školu u Kanadi.
Nakon ljetovanja u Hrvatskoj odlučuje doći među hrvatske salezijance i upisuje studij teologije na Katoličkom bogoslovnom fakultetu u Zagrebu. Diplomirao je s temom Teološko značenje golotinje u Svetom pismu, 2002. godine.
Zaređen je za svećenika 29. lipnja iste godine. Nakon toga bio je dvije godine kapelan na Jarunu u crkvi sv. Mati Slobode, te tri godine na poslijediplomskom studiju na Američkom katoličkom sveučilištu u Washingtonu, gdje je vodio hrvatsku katoličku misiju sv. Blaža i magistrirao moralnu teologiju s temom Načela katoličkoga socijalnog nauka u pravima manjina.

### Pastoralni rad
U Zagreb se vratio 2007. i od tada obnaša službu studentskog kapelana te pastoralno djeluje u crkvi Svete Mati Slobode, na zagrebačkome Jarunu. Studenti koji studiraju u Zagrebu, a ne potječu iz Zagreba nemaju svoju župu pa iz tog razloga, studentski kapelan brine za njihov duhovni razvoj kroz sv. mise, razgovore, predavanja i vjeronaučne susrete.
U svojem radu osobito se bavi teologijom tijela prema katehezama pape Ivana Pavla II. Bio je duhovnik zajednice Božja pobjeda.
Član je povjerenstva za pastoral mladih Hrvatske biskupske konferencije, kao i Hrvatske salezijanske provincije.

### Javno djelovanje
Angažirao se oko mnogih tema u hrvatskoj javnosti, poput gostovanja Judith Reisman, referenduma o ustavnoj definiciji braka, istospolnih brakova, homoseksualnosti, spolnoga odgoja, rodnih studija i sličnih. 

## Djela
- O grijesima predaka i molitvi za ozdravljenje obiteljskog stabla (2014.)[4]
- Prispodobe milosrđa (2016.)[5][6]
- Don Damir odgovara (2020.)[7][8]
- My propovijedi (2021.)[9]

## Vanjske poveznice
Mrežna mjesta
- Studentski pastoral - pitajte kapelana  Arhivirana inačica izvorne stranice od 28. srpnja 2013. (Wayback Machine)